# The Day the Clown Cried
The Day the Clown Cried är en amerikansk dramafilm från 1972 i regi av Jerry Lewis. Lewis spelar även filmens huvudroll som den avdankade clownen Helmut Doork. Filmen bygger på ett manus med samma namn som Lewis skrev tio år tidigare tillsammans med Charles Denton. Filmen har aldrig getts ut officiellt.
Filmen spelades in i Europafilms studio i Bromma samt i Stockholm och Paris. Den producerades av Nat Wachsberger och fotades av Rune Ericson. Att filmen spelades in i Sverige hör ihop med att producenten Nat Waschberger kände Jack S. Kotschack som förutom Radio Nord var verksam inom filmbranschen. Kotschack förmedlade kontakterna i Sverige.
28 maj 2025 kunde Icon Magazine och Kulturnyheterna avslöja att Hans Crispin har en komplett arbetskopia(en) av filmen. 1980 stal och kopierade han filmens åtta svenska akter när han jobbade på Europafilm, och 1990 fick han en oväntad gåva med den resterande franska första akten. Han kunde visa upp filmen för journalisterna som bevis. 17 juni rapporterade SVT att han hade sålt filmen för en "blygsam summa", men han berättade inte köparens identitet.

## Handling
Lewis spelar en avdankad tysk cirkusclown vid namn Helmut Doork under andra världskrigets början. En gång var Doork en berömd artist som turnerade i Amerika och Europa tillsammans med artistgruppen The Ringling Brothers. Efter att ha orsakat en olycka under ett framträdande, blir han degraderad i clownhierarkin på initiativ av en annan clown, Gustav den store. När han kommer hem, berättar han om händelsen för sin fru Ada som uppmuntrar honom att stå upp för sig själv. Tillbaka på cirkusen, så överhör Doork ett samtal mellan cirkuschefen och Gustav, där Gustav ställer ett ultimatum som får Doork avskedad. För att döva sina känslor tar Doork till flaskan. Han blir arresterad av Gestapo för att ha förolämpat Adolf Hitler i en bar. Efter att ha förhörts vid Gestapos högkvarter, blir han satt i ett nazistiskt fångläger för politiska fångar. Han blir kvar i lägret under flera år i väntan på rättegång.
I fånglägret skryter Doork om vilken berömd artist han en gång var. Hans enda vän är den godhjärtade Johann Keltner, vars brott aldrig avslöjas explicit, men där det antyds att han varit allt för frispråkig om sitt misstycke mot nazisterna. Fånglägret börjar ta emot allt fler judiska fångar, däribland flera barn. De andra fångarna sporrar Doork till att uppträda för dem. Doorks uppträdande är så dåligt att publiken misshandlar honom i ren frustration. Doork ser en grupp judiska barn som skrattar åt honom där han ligger, och glad över att bli uppskattad igen, börjar Doork att uppträda för dem. Han lyckas att samla en ganska stor publik innan den nye fängelsekommendanten ger order om att han måste sluta.
Trots att han erfarit att umgänge med judiska fångar är strängeligen förbjudet, känner Doork att han inte kan lämna de judiska barnen olyckliga och börjar därför återigen att underhålla dem. SS-vakterna upptäcker honom och slår honom medvetslös och skingrar barnen. Keltner tar till våld mot en av vakterna, men omringas snabbt av de andra och misshandlas till döds. Samtidigt sätts Doork i isoleringscell där han sätts i arbete med att lasta judiska barn ombord på tåg med löfte om att hans fall skall prövas i domstol. Av en slump, så hamnar han tillsammans med de judiska barnen i Auschwitz, där han leder dem in i döden i gaskamrarna.
Doork inser att barnen kommer att vara mycket rädda och ber därför om att få sällskapa dem under deras sista minuter i livet. Efter att barnen har gått in i gaskamrarna, fylls han av en ånger så stor att även han gör detsamma. Väl där underhåller han dem och samtidigt som barnen skrattar åt hans upptåg slutar filmen.

## Rollista
- Jerry Lewis – Helmut Doork
- Peter Ahlm – fånge
- Lars Amble – vakt
- Harriet Andersson – Ada Doork
- Jonas Bergström – Franz
- Carl Billquist – Gestapoofficer
- Claude Bolling – dirigent
- Tomas Bolme – Adolf
- Curt Broberg – Galt
- Bo Brundin – Ludwig
- Johnny Cacao
- Anton Diffring – Curt Runkel
- Nils Eklund – Bartender
- Victor Fratellini
- Serge Gainsbourg
- Michel Garland
- Ronald F. Hoiseck – Uhlmann
- Heinz Hopf – Gestapoofficer
- Lars Lind – fånge
- Sven Lindberg
- Åke Lindman – fånge
- Michael Mansson – fånge
- Sandy Mansson – fånge
- Armand Mestral
- Fredrik Ohlsson – Herman
- Ulf Palme – Johann Keltner
- Roberto
- Pierre Étaix – Gustav

- John Elfström

## Bestånd och visning
Filmen släpptes inte för biovisning och Jerry Lewis behöll filmens negativ. År 2015 donerade han flera filmer, inklusive The Day the Clown Cried, till USA:s kongressbibliotek med villkoret att filmen inte skulle visas på minst tio år.
Ett inslag från inspelningen visades i TV2-programmet Våra massmedier i november 1972. Svenska Filminstitutets arkiv har ett inspelningsmanus och några stillbilder från inspelningen.